# Swing (組合)
Swing，香港男子創作組合，由音樂人Eric Kwok（郭偉亮）和Jerald（陳哲廬）組成。組合成立之初名為Snowman，但後來轉投英皇娛樂時更名為Swing，並沿用至今。
Swing曾一度於2002年解散，其後於2009年復出，兩年後再度解散，並在解散前於紅館舉行了組合多年來的第一次，亦是最後一次演唱會《Swing後會無期告別演唱會》。
二人創作的歌曲涵蓋各類形式：爵士樂、節奏藍調、電子音樂、嘻哈等。
除了自身的唱片，兩位成員亦分別以組合名義和個人名義為其他歌手作曲，亦獲得不少獎項。

## 簡歷

### 千禧年代：初出茅廬
1997年，Eric為了學習當歌曲監製，決定親自成為歌手。當時他計劃以組合形式出道，剛好Jerald於外國畢業回港，二人經千禧年代高層介紹而相識，相談後大為投契，遂組成Snowman。
1999年，Snowman推出了同名大碟《Snowman》，分別由二人各自作曲五首，然後共同進行編曲，並請來資深音樂人鍾定一擔任監製。
吸取了第一張專輯的經驗，往後的專輯均由二人自行擔任監製。不但如此，他們更開始為其他歌手監製，第一首就是梁詠琪的《我鍾意》。
組合成立之初，他們抱著很大的野心：做與主流音樂不同的作品、得到最佳組合獎、甚至改變香港樂壇，可惜由於唱片公司的歌手紛紛離開，剩下梁詠琪一人，使他們決心離開，另覓新東家。
然而，他們與很多唱片公司約見後仍未得到成果。可幸的是，因為Eric曾為其它歌手譜出《幸福摩天輪》、《有個人》、《一枝花》、《給我愛過的男孩們》等經典歌曲，因而受英皇娛樂的李進邀請，為何嘉莉製作唱片，二人便藉機遊說對方，與Snowman簽約。

### 英皇娛樂：努力耕耘
2000年2月，Snowman正式簽約英皇娛樂，並於同年9月轉移到公司旗下的Music Plus，改名為Swing。10月1日，Swing推出了同名專輯《Swing》，收錄了代表作《1984》、Modern Jazz的《半張飛》和Big Band Sound的《Shut Up》，其中歌詞多由林寶負責。2001年7月1日，Swing推出了大碟《On Fire》，以玩火為主題，當中《就當我未玩夠》嘗試了Euro dance beat，《中和點》和代表作《黑雨天白鋼琴》運用了溫暖的和聲，《凌波微步》和《複製爸爸》等則加入了Rap的元素，歌詞由林寶、陳少琪和周禮茂等人負責。2001年12月6日，Swing推出了專輯《For Sale》，預示了他們將會解散。專輯收錄了《大大公司》、《帝國大廈》、《宇宙洪荒》、《冰河時期》等歌曲，《大大公司》以於1986年結業的香港百貨公司入題，帶出了Swing「不減價」的精神，《帝國大廈》則在當年九一一襲擊事件後創作的，歌詞主要由黃偉文、林寶和陳少琪負責。
在《2001年度叱咤樂壇流行榜頒獎典禮》中，Swing奪得「叱咤樂壇組合金獎」，同年上榜歌曲包括《大大公司》、《就當我未玩夠》、《中和點》、《黑雨天白鋼琴》和《帝國大廈》。
Eric和Jerald分別為森美小儀歌劇團在2002年1月的《流星級的演唱會》編寫了《耀榮娛樂》和《小流星》兩首歌曲，收錄於其專輯《Swing Swang Swung》。Swing亦為香港電台節目海琪的天空和倫住黎試分別創作《惺忪》和《一命、二運、三風水》。 Swing 也為香港電台和商業電台製作音樂排行榜及電台節目的Jingle。
在2002年年頭，Swing宣佈解散。2002年3月8日，Swing推出了新曲加精選告別專輯《Swing Swang Swung》，表示Swing已經成為過去式，全碟收錄了新曲《耀榮娛樂》、《小流星》，和另外15首前三張專輯的歌曲。
他們於2009年重組時解釋，Swing當時於兩年間推出了三張唱片，做了很多Jingle，亦要做三張唱片的宣傳，工作太多太辛苦，加上他們未能將所有作品派台，經考慮後決定解散。

### 獨立發展：各自精彩
Swing解散後，二人退居幕後，繼續貢獻樂壇。Eric的產量相當多，當中包括無數膾灸人口的歌曲，尤其為陳奕迅寫的《十面埋伏》、《夕陽無限好》、《最佳損友》、《落花流水》、《時代巨輪》，均成為後者的代表作之一。而Jerald由於長居加拿大，產量則較少，但亦不乏經典之作，如《人車誌》、《非公開表演》、《原地轉》、《512愛你》和《瑪莉皇后》。後來Eric更作出新嘗試，推出了自己的個人唱片，包括《Eric Kwok Collection》、《Eric Kwok廣東大碟》和《Eric Kwok's Leet Collection》。雖然二人沒有用Swing的名義作演出，但仍有合作：2007年的《加州紅903黃金組合音樂會 - 凸》，由Eric與陳奕迅、陳冠希作幕前演出，Jerald則擔任音樂總監。

### 復出：東山再起
2009年6月11日，與英皇娛樂的合約正式結束後，Swing在《新城極品陳奕迅 Same Wrong Sin》音樂會上宣佈復出，並即場演唱復出後第一首派台歌《我有貨》。

### 環球唱片：玩轉樂壇
2009年7月18日，Swing在九龍灣國際展貿中心舉行了《華山論劍音樂會》，演唱多首新歌和舊作，並請來譚詠麟和陳子聰作嘉賓。 
同年9月，Swing發行復出後首張專輯《武當》。唱片公司邀請了著名電視劇演員劉丹和黃日華，以及Eric的女友葉佩雯拍攝了一系列MV。填詞人方面，則請來林寶、黃偉文等幾位老拍擋。專輯推出後，Swing舉行了《赤柱藝墟 X Swing樂震武當》迷你音樂會，以作宣傳。
同年11月及12月，Swing分別參與《新城謝安琪 x Mr. + Swing = 歌友會》及《Uni-Power大合唱會》演出。2009年，Swing的兩位成員繼續為其他歌手製作歌曲，包括《弱水三千》、《叮叮車》及《無人之境》。
Swing的《武當》大碟於2009年年度分別得到「新城勁爆創作大碟」、「華語金曲奬十大唱片」及「第十屆華語音樂傳媒大獎年度粵語專輯」三個專輯奬項。
2010年2月5日，Swing 舉行了《天水圍天比高 圍音樂圍你音樂會》。同年5月，Swing預告會在兩年內再度解散，Jerald會再移居到加拿大，而《電》將會是Swing解散前尾二的一張唱片。
2010年7月28日，Swing與莫文蔚於《拉闊音樂擂台》音樂會同台合作，演出了各自的作品及多首八十年代經典歌曲。
2010年8月3日，Swing正式推出EP《電》，並在銅鑼灣世貿中心外面舉行新碟發佈會。專輯收錄了全電子音樂歌曲《無如果》、《隔三日見一面》、《男人不可以窮》等。Swing亦參與了《上海世博香港周節目 - 唱作世代 GENS@HK21C》8月15日在香港的預演 及10月21日、22日在上海浦東世博園區慶典廣場的演出。
2010年，Swing兩位成員為其他歌手製作的歌有《葉問風中轉》、《再見穿梭機》、《彳亍》。
2011年11月17日，Swing推出告別專輯《Swing到盡》，專輯收錄了《無限》、《那邊見》、《Intelligent Design》等，亦在同年11月23日在香港紅磡體育館舉行《Swing後會無期告別演唱會》。

### 再度解散：後會無期
2011年11月23日，Swing於香港紅磡體育館舉行了組合唯一一次的演唱會《Swing後會無期告別演唱會》。
整個樂團的陣容包括監製趙增熹、鼓手恭碩良、和音組合張山（Charatay，張傑邦、陳詠謙、袁慧妍、岑寧兒）、鍵盤手Andy、結他手Wilson及另外三位樂手。更請來香港國際級爵士樂結他手包以正和資深音樂製作人羅尚正擔任特別嘉賓，為《自得其樂》及《大大公司》作現場即興伴奏。
演唱會的曲目包括了Swing出道以來的32首作品，當中有很多更是邀請了不同的歌手與其合唱，分別有：
- 蘇永康《JAL 565》
- 張繼聰、農夫《複製爸爸》
- 劉浩龍《男人不可以窮》
- 林二汶、陳子聰《凌波微步》
- 葉佩雯、何超《7》、《無限》、《中和點》
- 李克勤《魚蝦蟹》
- 林海峰《流行曲》（並非Swing的歌曲，而是在2005年Swing為林海峰寫的歌，收錄於專輯《三字頭》中）
- 劉美君《煙花》
- 梁漢文《忍者》
- 陳奕迅《就當我未玩夠》、《宇宙洪荒》

正當Jerald開始演唱《宇宙洪荒》之際，陳奕迅突然從後方向他倒下倒下一桶假老鼠，嚇得Jerald馬上慌忙逃走，原來是因為較早前Jerald與陳奕迅一起在網上節目《情義兩難全之玩爆你個腎》中整蠱Eric，於是Eric以此報復，亦同時為演唱會增添不少歡樂氣氛。
另一個驚喜畫面發生於演唱會接近尾聲時，Eric與女友葉佩雯（Grace）合唱完《中和點》後，突然讀出手機上的愛的宣言，並在掀起道具鞦韆上的黑布，拿出88枝牝丹玫瑰花束和婚戒，跪地求婚，令演唱會的氣氛達到沸點。88枝花除寓意二人的拍拖紀念日8月8日外，亦代表著永恆（∞）。Grace答應後，Swing即時邀請預先安排好的律師和兄弟姊妹朋友上台，聯同現場近萬名觀眾見證婚禮，令二人成為歷史上首對在紅館公開求婚及結婚的情侶。
最後Encore時，Swing聯同陳奕迅唱出《就當我未玩夠》和《宇宙洪荒》，並以《開始到最後》及《1984》作結，Swing唯一一次的演唱會亦宣告落幕。

### 《...3mm》：最後一次
二人在網上節目《情義兩難全之玩爆你個腎》中首次透露，將會在Jerald返回加拿大前為陳奕迅創作一張專輯。2012年8月10日，陳奕迅發行了粵語專輯《...3mm》，全部歌曲皆由Swing作曲、編曲及監製。專輯名字中的「...」寓意三人自《Life Continues...》後第二次合作，而「3mm」則是「3 Married Men」的簡寫。

## 音樂作品

### 組合唱片
- 《Snowman》(1999年)
- 《Swing》(2000年)
- 《On Fire》(2001年)
- 《For Sale》(2001年)
- 《Swing Swang Swung》(2002年)
- 《武當》(2009年)
- 《電》(2010年)
- 《Swing到盡》(2011年)

### 合輯
- 《豁達崇拜生活貢品 Vol.2 音樂水泡 - 後海灘漂流記》
  - Swing - Artificial Emotion
  - Swing - Cockroach
  - Swing - Rage
  - Swing - I Saw A UFO
  - Swing - Meditation

- 《Uni-Power合唱造大力量》
  - Uni-Power 環球保衛隊 - 人人英雄
  - Uni-Power 環球保衛隊 - 保衛地球
  - Swing、劉美君 - 怪誕之城

- 《Uni-Power大合唱會Live》
  - Uni-Power 環球保衛隊 - 人人英雄
  - Uni-Power 環球保衛隊 - Rock友Medley
  - Swing、劉美君、孫耀威 - 七八十年代金曲串燒
  - Swing、劉美君 - 怪誕之城
  - Uni-Power 環球保衛隊 - 小生怕怕

- 《ReImagine Leslie Cheung》
  - Swing - 侯斯頓之戀 (Studio Version)
  - Swing - 侯斯頓之戀 (Live Version)
  - Mr.、Swing、林德信 - 大熱 (Live Version)

### 其它歌曲創作
| 年份 | 歌名       | 歌手   | 專輯              | 作曲              | 填詞              | 編曲           |
| ---- | ---------- | ------ | ----------------- | ----------------- | ----------------- | -------------- |
| 1999 | 我鍾意     | 梁詠琪 | Today             | Eric Kwok         | 陳少琪            | Snowman        |
| 2000 | 煙霧瀰漫   | 梁詠琪 | 花火              | Eric Kwok         | 陳少琪            | Jerald、周博賢 |
| 2005 | 流行曲     | 林海峰 | 三字頭            | Swing             | 林海峰            | Swing          |
| 2006 | 低調       | 陳奕迅 | Life Continues... | Eric Kwok         | 黃偉文            | Swing          |
| 2006 | 人車誌     | 陳奕迅 | Life Continues... | Jerald            | 黃偉文            | Swing          |
| 2006 | 最佳損友   | 陳奕迅 | Life Continues... | Eric Kwok         | 黃偉文            | Swing          |
| 2006 | 暴殄天物   | 陳奕迅 | Life Continues... | Jerald            | 黃偉文            | Swing          |
| 2006 | 落花流水   | 陳奕迅 | Life Continues... | Eric Kwok、陳奕迅 | 黃偉文            | Swing          |
| 2009 | 經典       | 林海峰 | Yes, I...Do       | Swing             | 林海峰            | Swing          |
| 2012 | 重口味     | 陳奕迅 | ...3mm            | Swing             | 黃偉文            | Swing          |
| 2012 | 非禮       | 陳奕迅 | ...3mm            | Swing             | 小克              | Swing          |
| 2012 | Class      | 陳奕迅 | ...3mm            | Swing             | 林寶              | Swing          |
| 2012 | 碌卡       | 陳奕迅 | ...3mm            | Swing             | 陳詠謙            | Swing          |
| 2012 | 笑死朕     | 陳奕迅 | ...3mm            | Jerald            | 陳詠謙            | Swing          |
| 2012 | 蚊         | 陳奕迅 | ...3mm            | Swing             | 林若寧            | Swing          |
| 2012 | Let It Out | 陳奕迅 | ...3mm            | Eric Kwok         | Eric Kwok、林若寧 | Swing          |
| 2012 | 習慣說     | 陳奕迅 | ...3mm            | Eric Kwok、陳奕迅 | 陳詠謙            | Swing          |
| 2012 | 信任       | 陳奕迅 | ...3mm            | Swing             | 小克              | Swing          |
| 2012 | 完         | 陳奕迅 | ...3mm            | Eric Kwok         | 林寶              | Swing          |

註：並無列出僅由二人監製的作品。

## 派台歌曲成績
| 派台歌曲成績 | 派台歌曲成績       | 派台歌曲成績 | 派台歌曲成績 | 派台歌曲成績 | 派台歌曲成績 | 派台歌曲成績                  |
| ------------ | ------------------ | ------------ | ------------ | ------------ | ------------ | ----------------------------- |
| 大碟         | 歌曲               | 903          | RTHK         | 997          | TVB          | 備註                          |
| 2000年       |                    |              |              |              |              |                               |
| Swing        | Shut Up            | 5            | -            | 3            | 10           |                               |
| Swing        | 1984               | 3            | -            | 20           | 9            |                               |
| 2001年       |                    |              |              |              |              |                               |
| Swing        | 半張飛             | 14           | 19           | 6            | -            |                               |
| Swing        | 煙花               | -            | -            | 10           | -            |                               |
| On Fire      | 就當我未玩夠       | 18           | 15           | -            | -            |                               |
| On Fire      | 中和點             | 8            | 8            | 17           | 9            |                               |
| On Fire      | 黑雨天白鋼琴       | 4            | -            | -            | -            |                               |
| For Sale     | 大大公司           | 1            | 3            | -            | -            | 首支冠軍歌                    |
| For Sale     | 帝國大廈           | 7            | 9            | -            | 7            |                               |
| 2009年       |                    |              |              |              |              |                               |
| 武當         | 我有貨             | 1            | 4            | 1            | -            | 復出作品 另派DJ Snowman Remix |
| 武當         | 麵包生命           | 4            | 5            | 3            | -            |                               |
| 武當         | 魚蝦蟹             | 10           | 13           | 8            | -            |                               |
| 2010年       |                    |              |              |              |              |                               |
| 電           | 無如果             | 1            | 7            | 2            | ^            |                               |
| 電           | 隔三日 見一面      | 5            | 12           | 5            | ^            |                               |
| 電           | 男人不可以窮       | 3            | -            | -            | ^            |                               |
| 電           | 7                  | -            | -            | -            | ^            |                               |
| 2011年       |                    |              |              |              |              |                               |
| Swing到盡    | 無限               | 4            | -            | -            | ^            |                               |
| Swing到盡    | 那邊見             | 1            | 1            | -            | ^            |                               |
| 2012年       |                    |              |              |              |              |                               |
| Swing到盡    | Intelligent Design | 18           | -            | -            | -            |                               |

| 各台冠軍歌總數 | 各台冠軍歌總數 | 各台冠軍歌總數 | 各台冠軍歌總數 | 各台冠軍歌總數    |
| -------------- | -------------- | -------------- | -------------- | ----------------- |
| 903            | RTHK           | 997            | TVB            | 備註              |
| 4              | 1              | 1              | 0              | 四台冠軍歌總數：0 |

（*）表示仍在榜上
（^）代表由於TVB與包括其所屬環球唱片的四大唱片公司的版稅紛爭而並無派上TVB
粗體表示冠軍歌

## 歷年獎項
2000年
- 叱咤樂壇流行榜頒獎典禮 - 叱咤樂壇我最喜愛的組合 第三位

2001年
- 叱咤樂壇流行榜頒獎典禮 - 叱咤樂壇組合 金獎
- 十大勁歌金曲頒獎典禮 - 最受歡迎組合獎 銅獎
- CASH金帆音樂獎 - 最佳組合或樂隊演繹奬《1984》
- 中國原創音樂流行榜 - 最佳組合奬

2002年
- CASH金帆音樂獎 - 最佳組合或樂隊演繹奬《大大公司》

2009年
- CASH金帆音樂獎 - 最佳合唱演繹奬《我有貨》
- 新城勁爆頒獎禮 - 新城勁爆歌曲《我有貨》
- 新城勁爆頒獎禮 - 新城勁爆創作大碟《武當》
- 新城勁爆頒獎禮 - 新城勁爆組合
- 華語金曲奬 - 十大唱片《武當》

2010年
- 華語音樂傳媒大獎 - 最佳組合
- 華語音樂傳媒大獎 - 年度粵語專輯《武當》
- 新城勁爆頒獎禮 - 新城勁爆歌曲《無如果》
- 新城勁爆頒獎禮 - 新城勁爆組合
- 華語金曲奬 - 十大唱片《電》
- 華語金曲奬 - 我最喜愛的組合

2012年
- CASH金帆音樂獎 - 最佳編曲《重口味》

## 幕前演出
2000年
- 《加州紅紅人館903梁詠琪狂熱份子》音樂會
- 《Eason & Friends 好OK》音樂會

2001年
- 《太陽計劃無毒一樣Cool》音樂會
- 《One2Free聖誔free party》音樂會

2002年
- 《人間定格》告別音樂會

2009年
- 《陳奕迅Same Wrong Sin》音樂會
- 《Swing華山論劍》音樂會
- 《赤柱藝墟 X Swing樂震武當》音樂會
- 《新城謝安琪x Mr. + Swing = 歌友會》
- 《Uni-Power大合唱會》
- 《全城迎東亞運》
- 《TeenPower CAN Drive - Swing》

2010年
- 《天水圍天比高 圍音樂圍你音樂會 第三圍 - Swing》
- 《拉闊音樂擂台單咪匹馬大戰三頭六臂 莫文蔚 vs Swing》音樂會
- 《荃灣藝術節 - 經典歌曲音樂會》
- 《上海世博香港周節目 - 唱作世代 GENS@HK21C》香港預演及上海演出
- 《天水圍天瑞商場唱作音樂會》
- 《第4屆香港科技專上書院〔HKIT〕流行音樂創作 - 毅進音樂會》
- 《紅磡都會商場 - 2010樂壇原創歌曲大熱唱》
- 《僱員再培訓局〔ERB〕 創．新．Teen 體驗日》
- 《香港浸會大學石門分校 - John Lennon 30th anniversary tribute concert》
- 《沙田2010除夕倒數嘉年華》

2011年
- 《新城電台慈善K唱遊2011》
- 《Swing後會無期告別演唱會》

2012年
- 《Concert YY黃偉文作品展演唱會》
- 《ReImagine Leslie Cheung音樂會》

2014年
- 《我最喜愛的Eric Kwok音樂會》

## 外部連結
- Swing的Facebook專頁
- Swing's...（页面存档备份，存于）
- JET : Swing 最後派對 2011-11
- JET : 就是容不下你 2011-12